# Boeckella brasiliensis
Boeckella brasiliensis is een eenoogkreeftjessoort uit de familie van de Centropagidae. De wetenschappelijke naam van de soort is voor het eerst geldig gepubliceerd in 1855 door Lubbock.